# Viola nephrophylla
Viola nephrophylla là một loài thực vật có hoa trong họ Hoa tím. Loài này được Greene miêu tả khoa học đầu tiên năm 1896.

## Hình ảnh

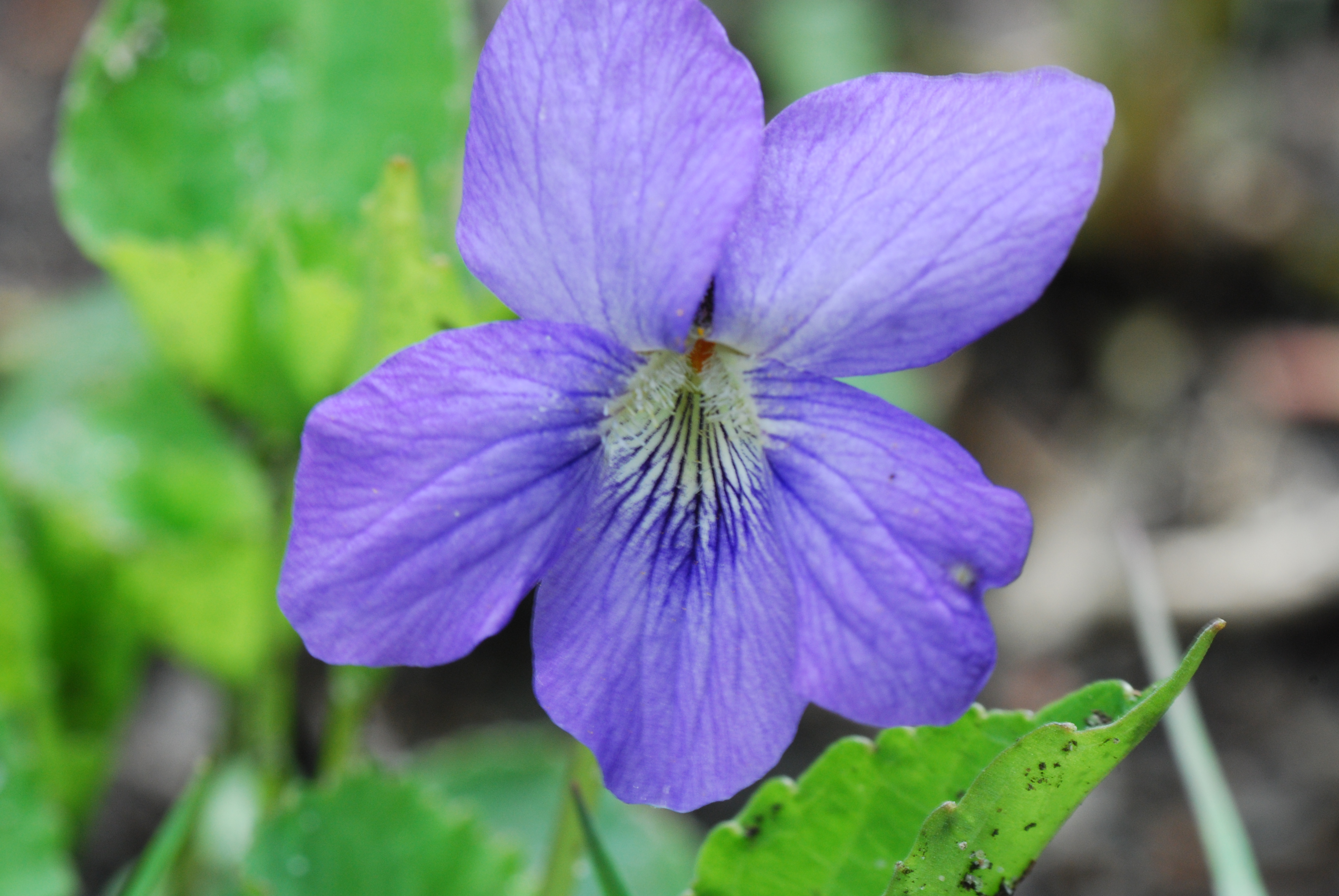
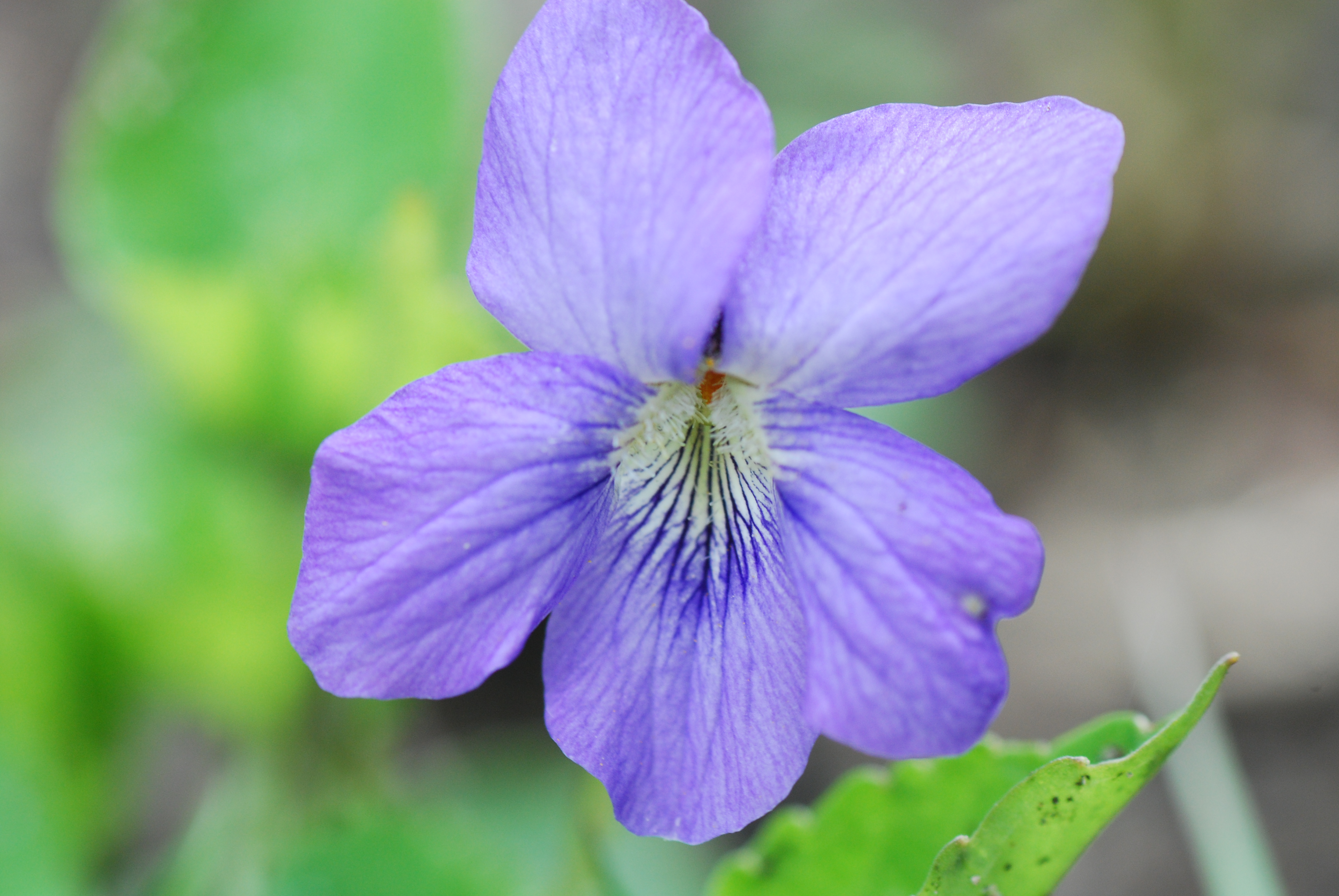
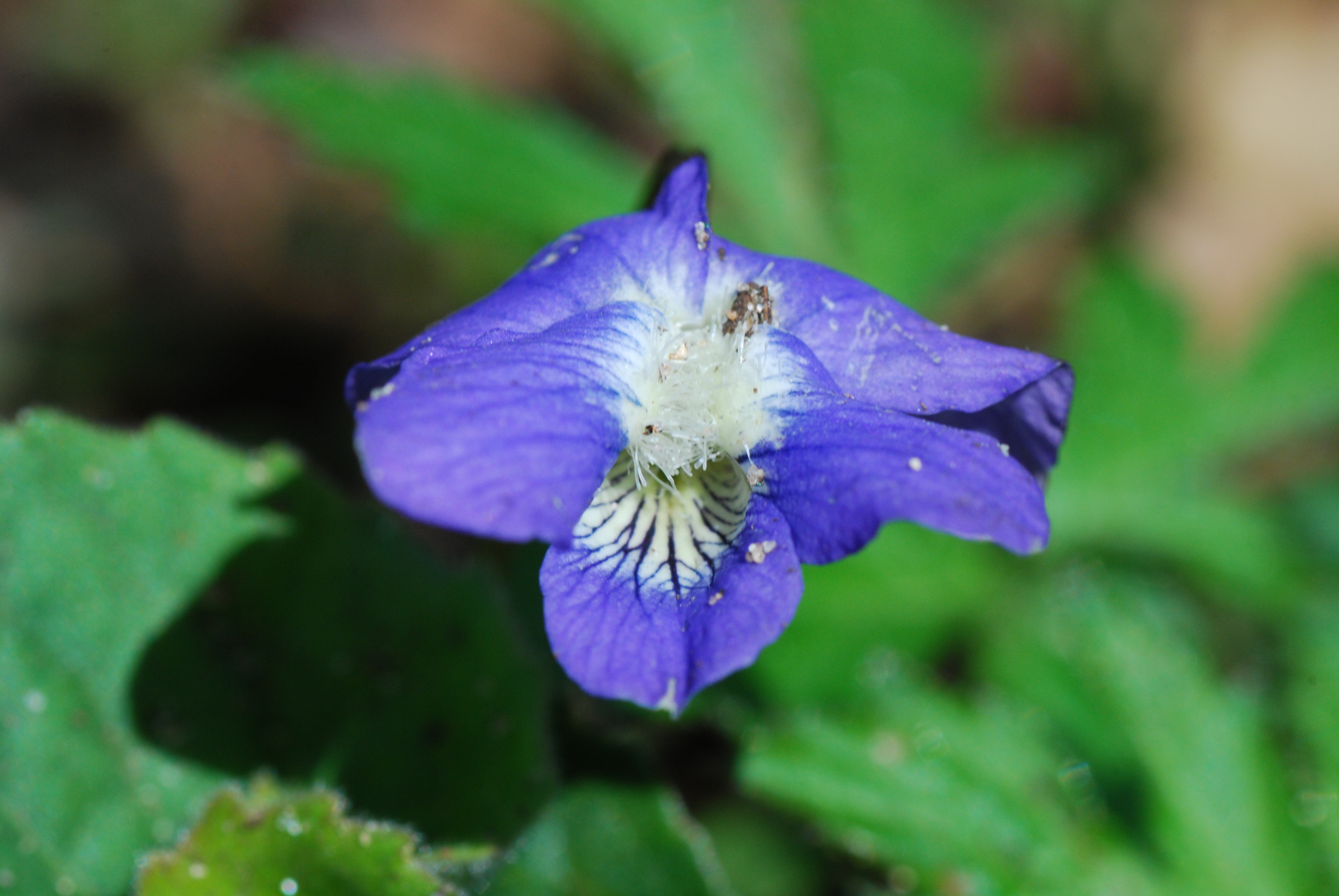
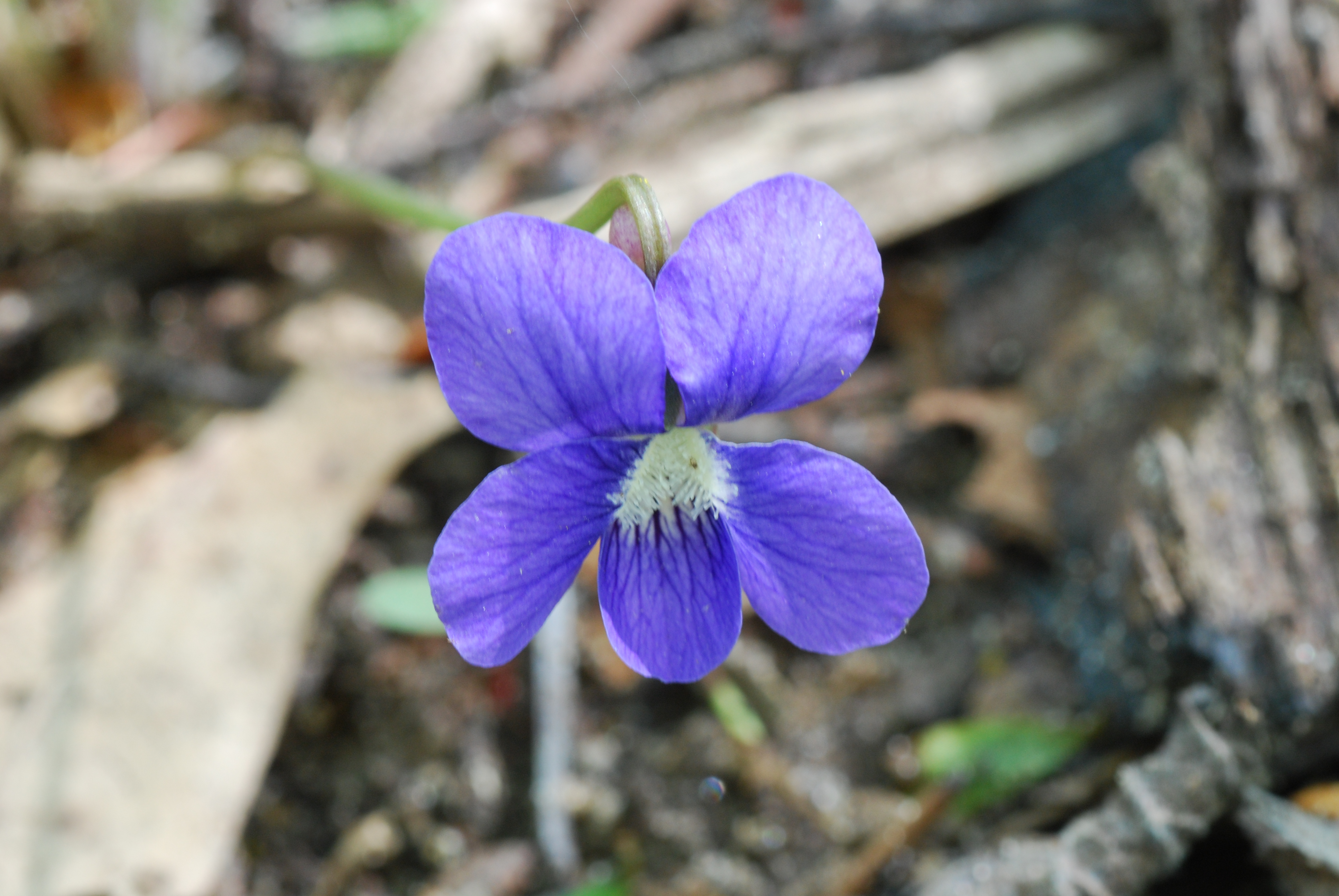